# 雙葉星衫魚
雙葉星衫魚（学名：Astronesthes bilobatus）为輻鰭魚綱巨口鱼目巨口鱼科的其中一種。分布于印度太平洋區的熱帶及亞熱帶海域，為深海魚類，棲息深度50-2230公尺，體長可達20.8公分。

## 扩展阅读
維基物種上的相關：雙葉星衫魚